# Crocidura dolichura
Crocidura dolichura là một loài động vật có vú trong họ Chuột chù, bộ Soricomorpha. Loài này được Peters mô tả năm 1876.